# Ідеальна дружина (серіал)
Ідеальна дружина також відомий під назвою Місіс Перфект (кор. 완벽한 아내) — південнокорейський драматично-комедійний серіал що транслювався щопонеділка та щовівторка з 27 лютого по 2 травня 2017 року на телеканалі KBS2.

## Сюжет
Шін Че Бок працює помічницею адвоката в юридичній фірмі, та як їй здається має кріпку родину. Але раптово все це рухнуло, виявляється що чоловік Че Бок має коханку, до того ж її з невідомих причин звільняють з роботи. На цьому нещастя Че Бок не закінчуються, її терміново потрібно знайти нове житло. Але тут на диво Че Бок, її родині пропонують за символічну платню орендувати перший поверх величезного будинку. На здивоване запитання Че Бок, власниця будинку відповідає що їй просто сумно знаходитись самій в порожньому будинку поки її чоловік працює закордоном. Не маючи часу на роздуми, Че Бок змушена прийняти пропозицію та переїхати з родиною в новий дім. Але чим довше Че Бок живе в цьому домі, тим дивнішою їй здається поведінка власниці. Врешті-решт Че Бок розуміє що всі її негаразди не випадкові, а кимось добре сплановані. Але кому і навіщо це потрібно, невже хтось зазіхнув на її невдаху чоловіка…

## Акторський склад

### Головні ролі
- Ко Со Йон[en] — у ролі Шін Че Бок[1]. Цілеспрямована жінка яка маючи чоловіка невдаху, змушена все життя покладатися лише на себе. Одного разу коли їй здавалося що все навколо налаштоване проти неї, Че Бок отримала підтримку зовсім з неочікуваного боку.
- Юн Сан Хьон[en] — у ролі Ку Чон Хия[2]. Чоловік Че Бок, віхоть та невдаха. В юності грав в музичному гурті, але не зміг побудувати ані музичної кар'єри, ані взагалі якоїсь кар'єри. У родинному житті звик у всьому покладатися на дружину, яка вирішувала всі виникаючи проблеми. Коли в нього закохалася молода колега на ім'я На Мі, він одразу забув про всі свої почуття до Че Бок.
- Чо Йо Чон — у ролі Лі Ин Хі / Мун Ин Кьон. Молода приваблива жінка, власниця величезної компанії. З юності маніакально закохана в Чон Хия, тож вирішила докласти всіх зусиль щоб зруйнувати його шлюб. В досягненні своєї мети вона здатна на будь-які вчинки, як то підкуп, шантаж, або навіть вбивство.
- Сон Чжун — у ролі Кан Бон Гу[3]. Молодий привабливий адвокат, який мріє для підкріплення власного статусу одружитися з дівчиною з багатої родини. Працюючи разом з Че Бок, Бон Гу не стямився як захопився цією сміливою цілеспрямованою жінкою, що йому стало зовсім байдуже що в неї немає гроший і що вона помітно старше за нього.

### Другорядні ролі
- Ім Се Мі — у ролі Чан На Мі. Зведена сестра Бон Гу, якій заплатили чималі кошти щоб вона спокусила Чон Хия. Але невдовзі вона сильно пошкодувала що погодилася на це.
- Кім Чон Нан[en] — у ролі На Хє Ран. Подруга Че Бок.
- Ін Кьо Чжін — у ролі Хон Сам Гю. Друг та колега Бон Гу.
- Чхве Квон Су[en] — у ролі Ку Чін Ука. Старший син Че Бок та Чон Хия.
- Ча Хак Йон — у ролі Брайана Лі. Молодший брат Лі Ин Хі.[4].
- Лі Йон Ї — у ролі матері Ку Чон Хия.
- Нам Кі Є — у ролі Чхве Док Бун / Мун Хьон Сон.

## Рейтинги
- Найнижчі рейтинги позначені синім кольором, а найвищі — червоним кольором.

| Серія            | Прем'єра         | Рейтинг        | Рейтинг      | Рейтинг        | Рейтинг     |
| Серія            | Прем'єра         | TNmS Ratings   | TNmS Ratings | AGB Nielsen    | AGB Nielsen |
| Серія            | Прем'єра         | По всій країні | Сеул         | По всій країні | Сеул        |
| ---------------- | ---------------- | -------------- | ------------ | -------------- | ----------- |
| 1                | 27 лютого 2017   | 3 %            | 3,6 %        | 3,9 %          | 4,5 %       |
| 2                | 28 лютого 2017   | 3,8 %          | 4,5 %        | 4,9 %          | 5,6 %       |
| 3                | 6 березня 2017   | 4,1 %          | 4,9 %        | 5,1 %          | 6 %         |
| 4                | 7 березня 2017   | 3,4 %          | 4,1 %        | 4,9 %          | 5,6 %       |
| 5                | 13 березня 2017  | 3,8 %          | 4,2 %        | 3,5%           | 3,8 %       |
| 6                | 14 березня 2017  | 3,7 %          | 4 %          | 4,7 %          | 5,1 %       |
| 7                | 20 березня 2017  | 2,7%           | 2,8%         | 3,5%           | 3,6%        |
| 8                | 21 березня 2017  | 2,7%           | 3 %          | 4,4 %          | 4,7 %       |
| 9                | 27 березня 2017  | 4,1 %          | 4,2 %        | 6,4%           | 6,5 %       |
| 10               | 28 березня 2017  | 4,3 %          | 4,8 %        | 6,1 %          | 6,6%        |
| 11               | 3 квітня 2017    | 3,8 %          | 4,7 %        | 5,3 %          | 6,3 %       |
| 12               | 4 квітня 2017    | 4,7 %          | 4,9 %        | 5,6 %          | 5,8 %       |
| 13               | 10 квітня 2017   | 4,6 %          | 4,9 %        | 4,8 %          | 5,1 %       |
| 14               | 11 квітня 2017   | 4,7 %          | 5,1 %        | 5,4 %          | 5,8 %       |
| 15               | 17 квітня 2017   | 4,6 %          | 5,4 %        | 5 %            | 5,8 %       |
| 16               | 18 квітня 2017   | 5,2 %          | 5,5 %        | 5,7 %          | 6 %         |
| 17               | 24 квітня 2017   | 4,8 %          | 5,1 %        | 4,8 %          | 5,2 %       |
| 18               | 25 квітня 2017   | 4,7 %          | 4,9 %        | 4,9 %          | 5,1 %       |
| 19               | 1 травня 2017    | 5,1 %          | 5,6 %        | 4,9 %          | 5,4 %       |
| 20               | 2 травня 2017    | 6,5%           | 6,7%         | 6,1 %          | 5,9 %       |
| Середній рейтинг | Середній рейтинг | 4,2%           | 4,7%         | 5%             | 5,4%        |

## Нагороди
| Рік  | Нагорода               | Категорія                                                 | Отримувач | Результат | Примітки |
| ---- | ---------------------- | --------------------------------------------------------- | --------- | --------- | -------- |
| 2017 | 31-ша Премія KBS драма | Нагорода за майстерність (акторка середньотривалої драми) | Чо Йо Чон | Перемога  | [ 6 ]    |